# Roche métasédimentaire
Une roche métasédimentaire est un type de roche métamorphique dérivé d'une ancienne roche sédimentaire. 

## Description
Une roche métasédimentaire est d'abord formée par le dépôt et la solidification de sédiments dans des zones de bassins. Cette roche est ensuite soumise à un métamorphisme régional ou de contact qui modifie les conditions de température, de pression ou de chimie.
Lorsque le protolithe d'une roche métasédimentaire est déterminé, il est fréquent d'employer son appellation en lieu et place de celle de la roche métamorphique dérivée. La composition chimique d'une roche métasédimentaire peut être utilisée pour déterminer la nature du protolithe, même lorsqu'elle a été soumise à des conditions de métamorphisme très importante et à une intense déformation.

## Exemple de roches métasédimentaires
| Roche sédimentaire                          | Équivalent métamorphique            |
| ------------------------------------------- | ----------------------------------- |
| Calcaire pur                                | Marbre                              |
| Calcaire impur (riche en silice ou argile ) | Cipolin, marbre à silicate calcique |
| Marne, calcaire argileux                    | Calcschiste                         |
| Dolomie                                     | Marbre dolomitique                  |
| Argile                                      | Schiste                             |
| Grès argileux                               | Phyllade / schiste quartzeux        |
| Grès                                        | Quartzite                           |
| Conglomérat                                 | Métaconglomérat                     |
| Métasédiment à fort gradient métamorphique  | Paragneiss                          |